# Watertoren (Axel)
De watertoren van Axel in de gemeente Terneuzen in de Nederlandse provincie Zeeland, werd gebouwd in 1936.
De watertoren is ontworpen door architect C. van Eck en heeft een hoogte van 60,60 meter en is hiermee een van de hogere watertorens van Nederland. De toren heeft drie vlakbodem-waterreservoirs met een opslagcapaciteit van 500, 500 en 300 m³.
In maart 1995 werd de watertoren verkocht aan de Gemeente Axel. De gemeente stelde een 'watertorenwerkgroep' in, die op zoek ging naar een nieuwe functie voor het gebouw. Het gebouw is als jong industrieel monument opgenomen in het register van rijksmonumenten. Na de gemeentefusie van 2003 ging de toren over naar de gemeente Terneuzen, rechtsopvolger van de gemeente Axel.
Sinds 2009 staat er een nestkast voor slechtvalken op de toren. Vanaf 2011 is deze voorzien van twee webcams waarmee men in het broedseizoen de aanwezige vogels volgt.
Tussen april en oktober is de watertoren opengesteld voor bezichtiging.